# WFCズヴェズダ2005ペルミ
WFCズヴェズダ2005ペルミ（露: Звезда-2005 Пермь、英: WFC Zvezda 2005 Perm）は、ロシアの沿ヴォルガ連邦管区ペルミ地方ペルミを本拠地とするサッカークラブである。ロシア女子サッカーリーグ・プレミアディヴィジョンに所属する。

## 概要
1997年に解散したペルミ地方の男子サッカークラブであるFCズヴェズダ・ペルミの関係者が女子サッカークラブとして2005年6月15日に創設した。2006年にファーストディヴィジョンで準優勝し、2007年にプレミアディヴィジョンへ昇格すると2009年まで三連覇を達成した。以降、FCロシヤンカと共にリーグの覇権を争う強豪クラブとなる。
UEFA女子チャンピオンズリーグでも度々上位に進出しており、2008-09シーズンにはロシアのクラブ初の決勝進出を果たして準優勝を達成、2010-11シーズンにも準々決勝に進出している。

## 獲得タイトル

### 国内タイトル
- ロシアリーグ：6回
  - 2007, 2008, 2009, 2014, 2015, 2017
- ロシア・カップ：7回
  - 2007, 2012, 2013, 2015, 2016, 2018, 2019

## 歴代所属選手
- ナターリア・バルバシナ（英語版） （ロシア代表、国際Aマッチ107試合に出場）2008-2010